# Bílá, Frýdek-Místek
Bílá là một làng thuộc huyện Frýdek-Místek, vùng Moravskoslezský, Cộng hòa Séc.